# Micropleurotoma travailleuri
Micropleurotoma travailleuri é uma espécie de gastrópode do gênero Micropleurotoma, pertencente a família Horaiclavidae.